# Legendarium Tolkiena
Legendarium Tolkiena – fikcyjne uniwersum stworzone przez J.R.R. Tolkiena, przedstawione w dziełach o Śródziemiu (Ardzie), m.in. we Władcy Pierścieni, Hobbicie i Silmarillionie, w którym Tolkien wykorzystał swoją wiedzę o wierzeniach Anglosasów. W rozumieniu tolkienistycznym nazwa legendarium Tolkiena (mitologia Tolkiena) może oznaczać także część uniwersum Tolkiena poświęconą wierzeniom i legendom elfów, czyli w myśl świata przedstawionego: historycznym wydarzeniom, które przeszły do świata legend z perspektywy bohaterów Władcy Pierścieni.
Podmiotem autorskich praw majątkowych do twórczości J.R.R. Tolkiena jest Tolkien Estate.

## Pojęcie „legendarium Tolkiena”

### Geneza
Pojęcie legendarium odnosi się do literackiego zbioru legend. Tym średniowiecznołacińskim rzeczownikiem pierwotnie posługiwano się głównie w celu nazwania żywotów świętych. Z owego okresu przetrwało czternastowieczne legendarium andegaweńskie.
W czasach nowożytnych legendarium przeszło w angielski przymiotnik legendary. Wyraz legendarium występuje w kilku językach europejskich; J.R.R. Tolkien nazywał nim swoje teksty o Śródziemiu.

### Pojęcie w tekstach Tolkiena
Tolkien użył pojęcia legendarium w czterech listach, które napisał w latach 1951–1955, kiedy zamierzał opublikować niedokończony Silmarillion wraz z uzupełnionym wydaniem Władcy Pierścieni:
- This legendarium ends with a vision of the end of the world, its breaking and remaking, and the recovery of the Silmarilli and the 'light before the Sun'… („Legendarium to kończy się wizją końca świata, jego zniszczenia i odtworzenia, oraz odzyskania Silmarilów i «światła sprzed Słońca»…”)[5],
- my «legendarium», especially the 'Downfall of Númenor' which lies immediately behind 'The Lord of the Rings', is based on my view: that Men are essentially mortal and must not try to become 'immortal' in the flesh („moje legendarium – szczególnie Upadek Númenoru – które jest fundamentem Władcy Pierścieni, opiera się na moim poglądzie, że ludzie są zasadniczo śmiertelni i nie wolno im próbować stać się «nieśmiertelnymi» ciałem”)[6],
- Actually in the imagination of this story we are now living on a physically round Earth. But the whole 'legendarium' contains a transition from a flat world (…) to a globe („Jeśli chodzi o wyobrażenia tej opowieści, żyjemy teraz na fizycznie okrągłej Ziemi. Całe jednak «legendarium» zawiera przejście koncepcji od płaskiego świata (…) do globu”)[7],
- But the beginning of the legendarium, of which the Trilogy is part (the conclusion), was an attempt to reorganise some of the Kalevala („Lecz początek legendarium, którego ta Trylogia jest częścią (zakończeniem), był próbą przerobienia fragmentów Kalevali”)[8].

### Dalsze wykorzystanie pojęcia
„Legendarium Tolkiena” zdefiniował John D. Rateliff w analitycznym tekście The History of The Hobbit jako korpus dzieł Tolkiena obejmujący: Księgę zaginionych opowieści, The Sketch of the Mythology i ówczesne wiersze aliteracyjne, Quenta Noldorinwa i pierwsze Kroniki z 1930, Quenta Silmarillion i późniejsze Kroniki z 1937, późniejszą Quenta oraz ostateczne Kroniki.
Wszystkie te prace obejmują różne fazy kształtowania się pism Tolkiena poświęconych elfom, pośmiertnie zredagowanych i opublikowanych w Silmarillionie, a także w formach pierwotnych w serii Historia Śródziemia.
Choć inni badacze Tolkiena nie uznali zdefiniowania tego pojęcia za potrzebne, jest ono używane	w następujących kontekstach:
- Christopher Tolkien we wstępie do Historii Śródziemia pisze o „pierwotnym legendarium” w odniesieniu do głównych fragmentów i motywów Silmarillionu, zawsze uwzględnianych przy przeredagowywaniu tekstów,
- w Tolkien’s Legendarium, zbiorze esejów krytycznych poświęconych Historii Śródziemia, redakcji Verlyn Flieger(inne języki) i Carla F. Hostettera[10],
- w J.R.R. Tolkien Encyclopedia znalazła się następująca definicja Historii Śródziemia: 'The History of Middle-earth' is a longitudinal study of the development and elaboration of Tolkien’s legendarium through his transcribed manuscripts, with textual commentary by the editor, Christopher Tolkien („Historia Śródziemia jest studium rozwoju i opracowywania legendarium Tolkiena w formie przepisanych rękopisów, opatrzonych komentarzami redaktora, Christophera Tolkiena”)[11].
- Verlyn Flieger napisała: the greatest is the creation of the Silmarils, the Gems of light that give their names to the whole legendarium („najwspanialsze jest stworzenie Silmarilów, Klejnotów światła, które dają nazwę całemu legendarium”) – utożsamiając pojęcie legendarium z Silmarillionem, którego nazwa jest wykorzystywana w odniesieniu do zbioru pism opublikowanych jako Silmarillion, a niekiedy także w odniesieniu do większego zbioru nieopracowanych szkiców wykorzystanych przy publikowaniu wspomnianych pism[12],
- Dickerson i Evans „dla wygody” używają pojęcia „legendarium” do nazwania ogółu pism Tolkiena o Śródziemiu[13].

## Cel stworzenia legendarium
O celu tworzenia legendarium i swojej motywacji Tolkien pisał w Listach, m.in. w liście 131. do Miltona Waldmana. Wymienia nadanie quenyi i sindarinowi historii wewnętrznej, przez co osiąga „złudzenie historyczności” nazewnictwa występującego w legendarium, „którego wyraźnie brak w innych porównywalnych dziełach”.
Drugim celem wymienionym w tym liście jest stworzenie systemu opowieści, mitów, legend i baśni, od kosmogonii do baśni romantycznych, dedykowanego Anglii, ponieważ w rozumieniu Tolkiena Anglia nie ma „własnych opowieści, związanych z jej mową i glebą”. Tom Shippey argumentuje, że ten brak jest skutkiem inwazji Wilhelma Zdobywcy z 1066 roku. Zwraca także uwagę, że według Księgi zaginionych opowieści Kortirion to Warwick, a Tol Eressëa to Anglia.

## Legendarium Tolkiena w kulturze
Twórczość Tolkiena jest przedmiotem badań naukowych, głównie literaturoznawczych jako zbiór dzieł literackich (T.A. Shippey, V. Flieger) i językoznawczych jako zbiór informacji o sztucznych językach opracowanych przez Tolkiena (Vinyar Tengwar, E. Solopova).
Jest także źródłem inspiracji artystów: muzyków, ilustratorów (m.in. John Howe, Alan Lee i Ted Nasmith), pisarzy (utwory Nika Pierumowa, Szninkiel, zbiór W hołdzie królowi), fanartu i hobbystów o różnorodnych zainteresowaniach.
Władca Pierścieni został zekranizowany w 1978 w reżyserii Ralpha Bakshiego oraz w latach 2001–2003 w reżyserii Petera Jacksona, a Hobbit – w latach 2012–2014, także w reżyserii Petera Jacksona. W tym okresie powstały gry komputerowe wykorzystujące motywy znane z ekranizacji, m.in. Władca Pierścieni: Bitwa o Śródziemie oraz Śródziemie: Cień Mordoru.
Do elementów legendarium Tolkiena nawiązują nazwy taksonów (Ingerophrynus gollum, Gollumjapyx smeagol, Sauroniops), obiektów astronomicznych (Fomalhaut, montes Tytana).
Funkcjonują liczne organizacje i grupy osób zainteresowanych dziełami Tolkiena, m.in. Elvish Linguistic Fellowship wydające czasopismo Vinyar Tengwar, Śląski Klub Fantastyki wydający Aiglos, przy sekcji tolkienowskiej ŚKF utworzono także forum dyskusyjne elendili.pl.